# Paratelmatobiinae
A Paratelmatobiinae a kétéltűek (Amphibia) osztályába, a békák (Anura) rendjébe és a füttyentőbéka-félék (Leptodactylidae) családjába tartozó alcsalád.

## Elterjedése
Az alcsaládba tartozó békák Texas déli részétől és Mexikótól Brazíliáig valamint a karib-térség északi részén honosak.

## Taxonómiai helyzete
Az alcsaládot Pyron és Wiens 2011-ben a Leiuperinae és Leptodactylinae testvér taxonjanként határozta meg.

## Rendszerezésük
Az alcsaládba tartozó nemek:
- Crossodactylodes Cochran, 1938
- Paratelmatobius Lutz & Carvalho, 1958
- Rupirana Heyer, 1999
- Scythrophrys Lynch, 1971